# (4002) Shinagawa
(4002) Shinagawa es un asteroide perteneciente al cinturón de asteroides, descubierto el 14 de mayo de 1950 por Karl Wilhelm Reinmuth desde el Observatorio de Heidelberg-Königstuhl, Alemania.

## Designación y nombre
Designado provisionalmente como 1950 JB. Fue nombrado Shinagawa en honor a Seishi Shinagawa, la primera persona en Japón en utilizar un software para calcular la órbita de los asteroides.